# Districtul Noen Sa-nga
Noen Sa-nga (în thailandeză เนินสง่า) este un district (Amphoe) din provincia Chaiyaphum, Thailanda, cu o populație de 24.125 de locuitori și o suprafață de 222,03 km².

## Componență
Districtul este subdivizat în 4 subdistricte (tambon), care sunt subdivizate în 48 de sate (muban).
| 1. | Nong Chim | หนองฉิม |  |
| 2. | Ta Noen   | ตาเนิน  |  |
| 3. | Kahad     | กะฮาด  |  |
| 4. | Rang Ngam | รังงาม  |  |